# Антоній (Вакарик)
Антоній (Вакарик) (в миру Онуфрій Іванович Вакарик; 26 червня 1926, Ставчани, Румунське королівство — 15 липня 2003, Чернігів) — румунський та український релігійний діяч, представник групи румунських громадян — активістів Московської патріархії у післявоєнний час. Єпископ Українського екзархату РПЦ; після собору у Харкові (1992) — архієрей УПЦ МП; єпископ Російської православної церкви.

## Біографія
Народився у Румунії в родині Івана Вакарика. Закінчив 7 класів румунської школи, вихований у румунській літургійній традиції. З 1942 — послушник Іоанно-Богословського Хрещатицького чоловічого монастиря Румунської православної церкви. З 1944 у РПЦ, і 2 лютого 1947 пострижений у чернецтво, а 27 травня 1950 року висвячений у сан ієромонаха.
1956 року вступив до МДС, потім — до МДА, яку закінчив 1964 року зі ступенем кандидата богослов'я. Продовжив навчання в аспірантурі при МДА.
З 5 листопада 1964 року служив у храмі на честь Покрова Богородиці в Москві.
7 лютого 1965 року возведений у сан архімандрита.
12 лютого 1965 року був хіротонізований в єпископа Смоленського й Дорогобузького.
7 жовтня 1967 року призначений єпископом Сімферопольським і Кримським УЕ РПЦ, з 31 травня 1973 року — єпископом Чернігівським і Ніжинським УЕ РПЦ.
6 вересня 1974 зведений у сан архієпископа.
Підписав звернення єпископату УПЦ до Москви з проханням надати автокефальний статус.
25 лютого 1992 підвищений у сан митрополита .
Сприяв відновленню парафій, погромлених у час радянського режиму. Зокрема, у Бахмацькому районі.
15 липня 2003 помер. Похований на подвір'ї Свято-Троїцького кафедрального собору в м. Чернігові.